# Ukraine (chaîne de télévision)
Pour les articles homonymes, voir Ukraine (homonymie).
 (juin 2020).
Si vous disposez d'ouvrages ou d'articles de référence ou si vous connaissez des sites web de qualité traitant du thème abordé ici, merci de compléter l'article en donnant les références utiles à sa vérifiabilité et en les liant à la section « Notes et références ».
Ukraine (ukrainien : Україна, Ukrayina) est une chaîne de télévision nationale ukrainienne qui appartient au groupe de médias Media Groupe Ukraine, que détient l'oligarque Rinat Akhmetov.
Le réseau principal de la chaîne se compose d'émissions de télévision, de films et d'émissions de télévision en russe, de sa propre production et de la production russe.
La couverture totale de la chaîne Ukraine en décembre 2016 représente 93,4 % de tous les ménages ukrainiens. La transmission du signal s'effectue à l'aide d'un réseau de transmission analogique, de réseaux câblés, d'un réseau de diffusion numérique T2 et par satellite. La couverture technique de la chaîne de télévision couvre 95 % du territoire de l'Ukraine.

## Administration
- Victoria Korogod - directrice de chaîne
- Elena Shvoryak - directrice du marketing de la direction du marketing;
- Yuri Sugak - Directeur de la Direction de la diffusion de l'information, rédacteur en chef du canal ukrainien;
- Svetlana Berezhna - Directrice de la promotion de la chaîne;
- Julia Gatitulina - directrice de la planification des programmes;
- Irina Chernyak - directrice du département des achats de programmes;
- Andrei Hlaponin - Directeur du département technique;
- Irina Voronova - directrice des ressources humaines;
- Oksana Pipich - directrice des analyses;
- Anatoly Syabro - directrice du département des divertissements;
- Sofia Panenko - directrice financière de la chaîne "Ukraine";
- Bogdan Zhdanov - Directeur du Département du développement de la radiodiffusion;
- Natalia Stribuk - Productrice en chef du département Série de production cinématographique